# Тернате (Италия)
Тернате (итал. Ternate) — коммуна в Италии, располагается в провинции Варесе области Ломбардия.
Население составляет 2254 человека (2008 г.), плотность населения составляет 451 чел./км². Занимает площадь 5 км². Почтовый индекс — 21020. Телефонный код — 0332.
Покровителями коммуны почитаются святые Кирик и Иулитта, празднование 16 июня.

## Демография
Динамика населения:

## Известные уроженцы, жители
Эмилио Антонио Мария Бруза(итал. Emilio Brusa, 9 сентября 1843, Тернате, Ломбардия — 14 декабря 1908, Рим, Италия) — итальянский учёный-правовед, юрист, политик, Сенатор Королевства Италия, профессор Туринского университета, доктор наук.

## Администрация коммуны
- Официальный сайт: http://www.comune.ternate.va.it/